# Suono Records
La Suono Records, spesso conosciuta anche come Suono Edizioni Musicali, è un'etichetta discografica indipendente italiana responsabile della pubblicazione di alcuni album importanti per il Rock progressivo e la new wave della penisola.
Ha prodotto alcuni lavori dei Litfiba a inizio carriera, mentre successivamente ha collaborato con Roberto Ciotti, Mario Crispi, Alice Pelle, Metamorfosi, Le Orme

## Storia

### 1951-1966: Mestrina Edizioni Musicali
Se la Suono Edizioni Musicali nascerà solo nel 1967 da un'idea di Tony Tosinato, è anche vero che le origini di questa azione da vanno rintracciate nella attività già avviata dalla madre, la Mestrina Edizioni Musicali. Questo marchio cambio poi nome in Tesinato Editore s.r.l nel 1965 producendo il film Il mostro di Venezia di Dino Tavella con il cantante Italo Jenna e poi il primo singolo de Le Orme intitolato Fiori e colori / Lacrime di sale. Il singolo, secondo la moda dell'epoca, fu inciso anche in lingua inglese col titolo Flowers and Colours. nello stesso periodo Tosinato contribuì al lancio la cantante Nicoletta Strambelli, in arte Patty Pravo organizzando i suoi primi concerti al Teatro Corso.

### 1967-1975: La Suono Records ed il periodo del Rock progressivo
Nel 1967 Tony Tosinato costituisce la Suono Edizioni Musicali, la cui prima produzione fu l'album Ad gloriam (1969) del gruppo musicale Le Orme, un classico del rock psichedelico italiano inserito anche nella colonna sonora del film Ocean's Eleven - Fate il vostro gioco (2001) di Steven Soderbergh. La prima pubblicazione a nome Suono Records risale sempre al 1969 con il 7" L'Ascensore / Sofia di Tonio Bucci.
Dal 1971 la Suono Edizioni Musicali importerà artisti inglesi come Rod Stewart, Mike Oldfield, Bob Marley e Peter Tosh. Nel 1973 l'etichetta pubblica la versione su cassetta di Yessongs degli Yes, che vedeva la distribuzione per la Dischi Ricordi.
Fu però solo nel 1975 che l'etichetta divenne più attiva, dopo le loro vere e proprie prime pubblicazioni che furono il primo album degli Opus Avantra intitolato Lord Cromwell Plays Suite for Seven Vices e poi l'album del Gruppo italiano di danza libera di Alfredo Tisocco con la colonna sonora dello spettacolo Kátharsis, che mescolava musica elettronica, prog rock e musica concreta. In questo primo periodo le pubblicazioni resteranno quindi legate soprattutto a queste due band, con l'EP Allemanda che vedeva gli Opus Avantra con Donatella Del Monaco, oppure ancora  il 7" del Gruppo italiano di danza libera intitolato Sogno Inglese.

### 1981-1984: La Suono Records nella New wave italiana
Nel 1983 la Suono Records pubblicò la seminale compilazione di nuova musica curata da Expansione Gask ed intitolata Italia Wiva Complication 1 che racchiudeva band della New wave italiana come Art Fleury, Ruins, Bisca, Lunar Sex, Illegal Coiffeur, Nai-Lon, Avion Travel, Litfiba, Naif Orchestra ed Al Aprile & The Electric Art. Il nome della compilazione fu poi ripreso anni dopo dai giornalisti musicali Gabriele Pescatore e Fabio Massimo Arati come titolo della loro rubrica nella rivista Raro!. Sempre nello stesso anno pubblicano un altro album importante per l'etichetta, che era la colonna sonora dello spettacolo su Eneide della compagnia teatrale fiorentina Krypton, che rappresenta l'album di debutto dei Litfiba con il titolo di Eneide di Krypton.
Nel 1983 il produttore artistico Expansione Gask aveva già portato alla Suono Records i Jab di Johan Andersson Berg con l'album Feel What You Wanna Feel, Indifesa / Oh Dance dei Bu Bu Sex, una band formata anche dalla cantautrice Roberta D'Angelo di cui la Suono produsse l'ultimo 12" intitolato  Noce di cocco. Fu l'anno seguente che la Suono Records inserì in scuderia i Denovo, producendo un nuovo mixaggio delle registrazioni ancora non pubblicate di Niente insetti su Wilma, proponendo alla band una pubblicazione in Q-disc, che era un nuovo formato introdotto dalla RCA nel 1980, contenente solo quattro brani a qualità più alta dell'LP.